# Radoszyna
Radoszyna – wieś sołecka w Polsce położona w województwie mazowieckim, w powiecie mińskim, w gminie Dobre. 
W latach 1975–1998 miejscowość administracyjnie należała do województwa siedleckiego.
Wierni Kościoła rzymskokatolickiego należą do parafii św. Jana Chrzciciela w Pniewniku.

## Historia
Przed II wojną światową wieś była własnością rodziny Dziurewiczów. Piękny drewniany dwór spłonął po zakończeniu okupacji, a dobra rozparcelowano pomiędzy okolicznych chłopów. O minionych czasach przypominają trzy stuletnie kasztanowce usytuowane na końcu wsi, na terenie dawnego dworskiego parku.
W Radoszynie wychowywał się pisarz Henryk Grynberg. Tutaj powstały części filmu dokumentalnego „Miejsce urodzenia” w reżyserii Pawła Łozińskiego. W filmie występuje Henryk Grynberg, który na oczach widzów odnajduje szczątki swego ojca i dowiaduje się, kto z polskich sąsiadów był jego mordercą.
Obecnie we wsi znajduje się ok. 30 domów, z czego mniej niż połowa to działki rekreacyjne. Znajduje się tu rzymskokatolicka kaplica zaadaptowana z budynku zlikwidowanej szkoły podstawowej.